# Deutsche Post
Deutsche Post AG (FWB DPW, LSE DPO), que opera sota el nom comercial Deutsche Post, DHL, és el grup més gran del món de logística. Té la seu a Bonn, la corporació té 470.000 empleats en més de 220 països i territoris de tot el món i va generar ingressos de € 63.5 mil milions (97.8 mil milions de dòlars) el 2007. Deutsche Post és el successor de l'autoritat alemanya de correu Deutsche Bundespost, que va ser privatitzada el 1995. En l'actualitat, el 35,5% de les seves accions estan en mans de l'empresa estatal Banc KfW, el 64,5% són de lliure flotació (dels quals, el 56,5% estan en mans d'inversors institucionals i el 8% d'inversors privats. Des de la seva privatització, Deutsche Post ha ampliat considerablement la seva àrea de negoci a través d'adquisicions. Deutsche Post es cotitza a l'índex DAX.

## Divisions corporatives

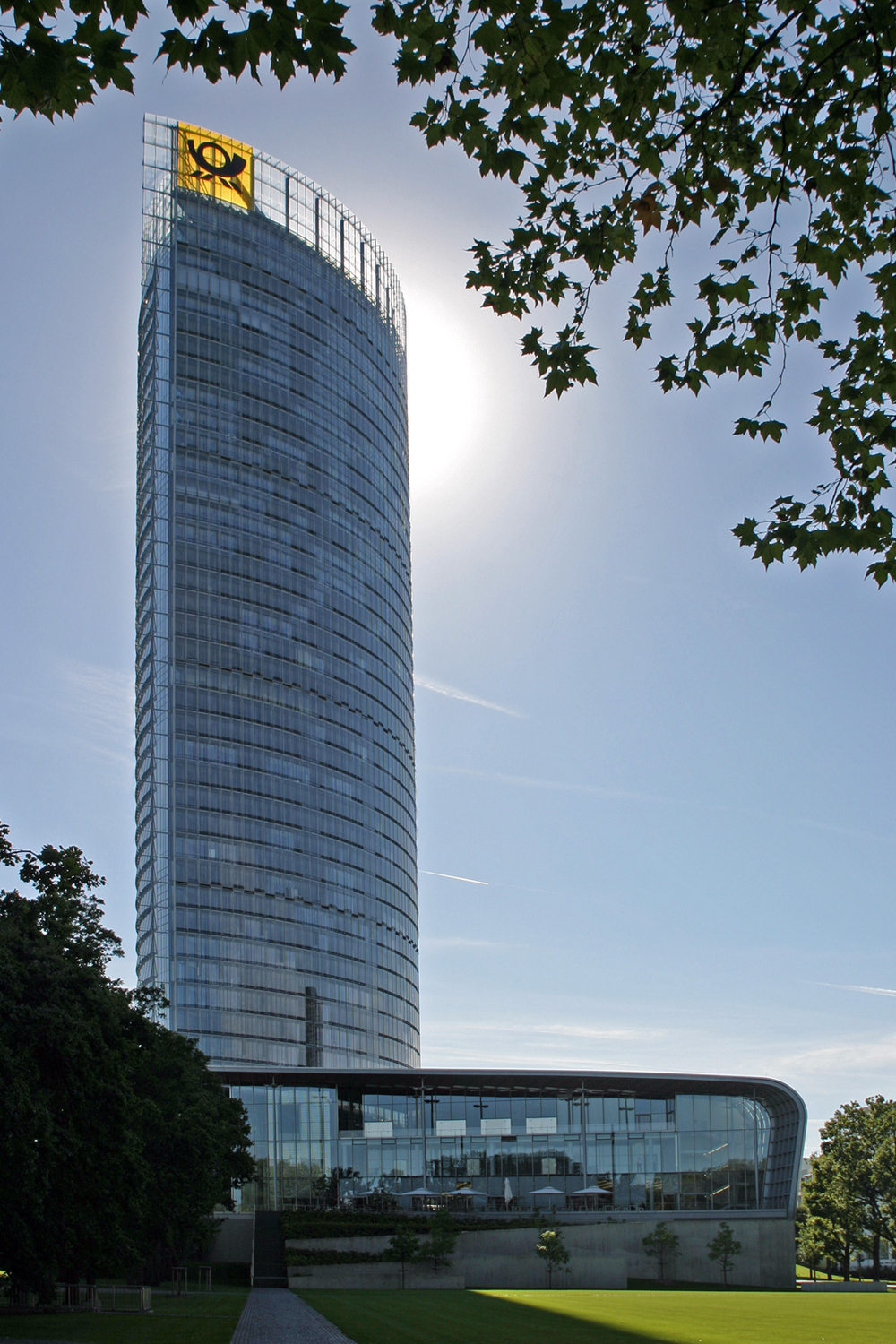
La torre Deutsche Post a Bonn

### Correu
La divisió de correu reparteix aproximadament 70 milions de cartes a Alemanya, sis dies a la setmana i ofereix serveis de tota la cadena de correu, incloses les instal·lacions de producció d'eixos centrals, oficines de vendes i centres de producció en quatre continents, així com connexions directes amb més de 200 països.
La divisió de correu hereta la majoria dels serveis postals tradicionals anteriorment oferta pel monopoli de propietat estatal, per a això utilitza la marca Deutsche Post. El seu  dret exclusiu d'emetre cartes de menys de 50 grams a Alemanya va expirar l'1 de gener de 2008, després de l'aplicació de la legislació europea. Diverses empreses estan competint per competir amb monopoli de Deutsche Post, com la luxemburguesa PIN Group i la neerlandesa  TNT Post. El 2002, Deutsche Post, es va concedir una llicència per a la distribució del correu al Regne Unit, trencant el monopoli de Royal Mail.
A partir de gener de 2008, la divisió de correu se subdivideix en les següents unitats de negoci:
- Mail Communication fa servir el servei de correu nacional, així com el correu internacional d'Alemanya
- Press Services fa la distribució nacional de productes impresos (diaris i revistes).
- Retail Outlets opera internament punts de venda (oficina de correus es), que ofereixen una gamma completa de la correspondència, paqueteria i serveis de Postbank.
- Dialogue Marketing ofereix serveis de màrqueting directe, com ara investigació de mercat i la verificació de la direcció.

- Parcel Germany s'encarrega de la paqueteria interna. Temporalment sota el paraigua de DHL
- Global Mail gestiona el correu internacional i nacional a altres països sota el paraigua de DHL.

Deutsche Post ofereix un servei anomenat 'Garagenvertrag' (literalment, "acord de garatge") als seus clients alemanys. El carterpoden deixar els paquets i els paquets en un lloc determinat (com el garatge o la casa d'un veí) si el destinatari no està a casa per rebre-les. Això per una banda estalvia el destinatari d'un viatge a l'oficina de correus per recollir el seu correu. D'altra banda, qualsevol element de l'esquerra en el lloc determinat es considera "lliurament" i per tant, no coberts per l'assegurança de Deutsche Post

### Express
La divisió Express de missatgeria transporta paqueteria express i enviaments a tot el món. Combina transport aeri i terrestre, sota la marca DHL.
Es divideix en unitats de negoci al llarg de les regions: 
- Europa
- Àsia i el Pacífic
- Amèrica
- Europa de l'Est, Orient Mitjà, Àfrica (EEMEA)

### Càrrega
La divisió de càrrega transporta mercaderies per ferrocarril, carretera, aire i mar sota la marca DHL.
Es compon de dues unitats de negoci principals: 
- DHL Global Forwarding gestiona el transport de càrrega aeri i marítim.
- DHL Freight dirigeix una xarxa de transport de mercaderies des de terra que cobreix Europa, Rússia i el trànsit a l'Orient Mitjà.

### Cadena de subministrament / CIS
La cadena de subministrament / Corporate Information Solutions ofereix la logística de contractes i solucions d'informació a les empreses feta a la mida per als clients.
Es compon de dues unitats de negoci principals: 
- DHL Supply Chain proporciona serveis d'emmagatzematge i transport de magatzem, així com solucions de valor afegit al llarg de la cadena de subministrament per als clients d'una àmplia varietat de sectors.
- Informació corporativa Solucions gestiona documents (recollida, digitalització, impressió, emmagatzematge, arxiu) de tot tipus.

### Serveis Financers
La divisió de serveis financers opera a través de la seva filial Deutsche Postbank, una xarxa de banca minorista a Alemanya, que té aproximadament 14,5 milions de clients

## Marques
- Deutsche Post, Deutsche Post ofereix serveis de correu nacional amb el seu nom tradicional.
- DHL: la marca DHL s'utilitza com una marca paraigua per a tots els serveis de logística i paqueteria.
- Postbank: La marca de Postbank és utilitzat per la divisió de Serveis Financers, que es compon principalment de  Deutsche Postbank Group.

## Fusions i adquisicions
El 1998, Deutsche Post World Net va començar a adquirir accions de DHL, finalment va arribar a ser la propietària majoritària el 2001, i va completar la compra en 2002. Deutsche Post va adquirir Airborne Express a l'agost de 2003 i la va integrar a DHL, que ara és conegut com a DHL Express. El 20 de setembre 2005, la companyia va anunciar que havia adquirit l'empresa  anglesa de logística Exel per £ 3.7 mil milions (€ 5,5 mil milions). Els ingressos combinats de les dues companyies va ser de € 50 mil milions durant el 2004. El 2006 DHL GlobalMail Regne Unit es va fusionar amb Mercury International.